# Siebener-Rugby-Weltmeisterschaft
Die Siebener-Rugby-Weltmeisterschaft (englisch Rugby World Cup Sevens) ist der wichtigste sportliche Wettkampf im Siebener-Rugby, einer olympischen Variante des Rugby Union. Der Wettbewerb wurde erstmals 1993 in Schottland ausgetragen und findet seitdem alle vier Jahre statt. Die Trophäe mit dem Namen Melrose Cup – so benannt nach der schottischen Stadt Melrose, in der das Siebener-Rugby erfunden wurde – ist momentan im Besitz von Fidschi.

## Geschichte
Die Einführung der Siebener-Rugby-Weltmeisterschaft durch den Weltverband World Rugby (WR) geht auf einen Vorschlag des Schottischen Rugbyverbandes (SRU) zurück. Das erste Turnier fand im April 1993 im Murrayfield Stadium in Edinburgh statt.
Hongkong, das als Gastgeber des Turniers Hong Kong Sevens bereits eine wichtige Rolle im Siebener-Rugby spielte, richtete 1997 die zweite Weltmeisterschaft aus. Fidschis Sieg über Südafrika im Finale gilt immer noch als eines der besten Siebener-Rugby-Spiele aller Zeiten. Bereits im Vorfeld hatte die Mannschaft der Fidschianer angekündigt, den Titel zu gewinnen, und der Teamkapitän Waisale Serevi hatte seinen Töchtern dasselbe versprochen.
In Mar del Plata in Argentinien wurde Neuseeland 2001 der dritte Siebener-Rugby-Weltmeister. Der in der Vorrunde kaum eingesetzte Jonah Lomu erhielt seine Chance, nachdem Neuseelands Kapitän, Siebener-Rugby-Legende Eric Rush, im letzten Gruppenspiel gegen England ein Bein gebrochen hatte. Lomu fügte seiner schillernden Karriere ein weiteres Kapitel hinzu, als er im Finale gegen Australien drei Versuche legte.
2005 war erneut Hongkong der Ausrichter. Waisale Serevi, der eigentlich zwei Jahre zuvor zurückgetreten war, kehrte noch einmal zurück und führte Fidschi als Kapitän zum zweiten Titelgewinn. Im Turnier verhinderten die Fidschianer die Titelverteidigung der Neuseeländer und dass England im selben Jahr im 15er- und im 7er-Rugby Weltmeister wurde.
2009 fand in Dubai die fünfte WM statt, die für einige Überraschungen sorgte. So schieden die vier favorisierten Mannschaften aus Neuseeland, England, Südafrika und Fidschi bereits im Viertelfinale aus. Schließlich trafen Wales und Argentinien im Finale aufeinander. In der Vorrunde hatten die Südamerikaner dieses Duell noch für sich entschieden, im Endspiel gewann dann Wales jedoch mit 19:12. Erstmals fand gleichzeitig auch ein WM-Turnier der Frauen statt. Erster Weltmeister wurde Australien durch einen 15:10-Finalsieg über Neuseeland.
Die deutsche Nationalmannschaft der Herren konnte sich am 17. Juli 2022 in Bukarest erstmals für die Siebener-Rugby-Weltmeisterschaft qualifizieren, die Anfang September 2022 in Kapstadt stattfand. Deutschland belegte den 18. Platz.

## Turniere

### Männer
| Austragung | Gastgeber                    |             | Finale   | Finale          | Finale |
| Austragung | Gastgeber                    | Weltmeister | Ergebnis | Vizeweltmeister |        |
| 1993       | Schottland                   | England     | 21:17    | Australien      |        |
| 1997       | Hongkong                     | Fidschi     | 24:21    | Südafrika       |        |
| 2001       | Argentinien                  | Neuseeland  | 31:12    | Australien      |        |
| 2005       | Hongkong                     | Fidschi     | 29:19    | Neuseeland      |        |
| 2009       | Vereinigte Arabische Emirate | Wales       | 19:12    | Argentinien     |        |
| 2013       | Moskau                       | Neuseeland  | 33:0     | England         |        |
| 2018       | Vereinigte Staaten           | Neuseeland  | 33:12    | England         |        |
| 2022       | Kapstadt                     | Fidschi     | 29:12    | Neuseeland      |        |

### Frauen
| Austragung | Gastgeber                    |             | Finale   | Finale          | Finale |
| Austragung | Gastgeber                    | Weltmeister | Ergebnis | Vizeweltmeister |        |
| 2009       | Vereinigte Arabische Emirate | Australien  | 15:10    | Neuseeland      |        |
| 2013       | Moskau                       | Neuseeland  | 29:12    | Kanada          |        |
| 2018       | Vereinigte Staaten           | Neuseeland  | 29:0     | Frankreich      |        |
| 2022       | Kapstadt                     | Australien  | 24:22    | Neuseeland      |        |